# أوجين ماركيز
أوجين ماركيز هو قاضي ومحامي وسياسي كندي، ولد في 11 سبتمبر 1901 في كندا، وتوفي في 15 نوفمبر 1994. حزبياً، نشط في الحزب الليبرالي الكندي. وقد انتخب عضو مجلس العموم الكندي.